# Dierendokter Tom
Dierendokter Tom (oorspronkelijke Engelse titel: Fetch the Vet) is een Britse stop-motionanimatie kinderserie over de dierendokter Tom. De serie werd van 18 september 2000 tot 23 december 2001 uitgezonden door CITV. In Nederland werd de serie van 3 september 2001 tot 20 december 2001 uitgezonden door de KRO. De serie is bedacht door Gail Penstone en Stephen Thraves en werd geproduceerd door Cosgrove Hall Films. De Engelse stem van de originele versie van dierendokter Tom werd gedaan door John Gordon Sinclair, de Nederlandse stem van dierendokter Tom werd gedaan door Vastert van Aardenne. De Nederlandse nasynchronisatie werd verzorgd door Wim Pel Productions.

## Verhaal
Dierendokter Tom Fetch woont als dierenarts op het platteland in het dorpje Duckhurst en wordt door iedereen gerespecteerd vanwege zijn plichten om zieke of gewonde dieren te helpen te genezen ook zorgt hij voor alle huisdieren van het dorp en de dieren van de boerderij. Dierendokter Tom wordt geassisteerd door zĳn assistente Kara, zĳn slimme hondje Mitch en de kinderen uit het dorp.

## Rolverdeling

### Nederlandse stemmen
| Personage                      | Nederlandse stemacteur/actrice |
| ------------------------------ | ------------------------------ |
| Dierendokter Tom Fetch         | Vastert van Aardenne           |
| Romanschrijfster Violet Blush  | Marjolein Algera               |
| Kara                           | Marjorie Burton                |
| Joe                            | Rolf Koster                    |
| George                         | Kees van Lier                  |
| Lucy                           | Christa Lips                   |
| Pippa                          | Hymke de Vries                 |
| Dierenverkoper Lionel Froggatt | Jan Nonhof                     |

## Afleveringen

### Seizoen 1
| Aflevering (seizoen) | Aflevering (serie) | Nederlandse titel                    | Originele titel        | Uitzenddatum      |
| -------------------- | ------------------ | ------------------------------------ | ---------------------- | ----------------- |
| 1                    | 1                  | Een drukke dag voor dierendokter Tom | A Busy Day for Fetch   | 18 september 2000 |
| 2                    | 2                  | Arme Mitch                           | Poor Mitch             | 25 september 2000 |
| 3                    | 3                  | Froggatt in paniek                   | Froggatt in a Flap     | 2 oktober 2000    |
| 4                    | 4                  | Worteltjes                           | Carrots                | 9 oktober 2000    |
| 5                    | 5                  | Voetbalgek                           | Football Crazy         | 16 oktober 2000   |
| 6                    | 6                  | Waar is dokter Tom?                  | Where's Fetch?         | 23 oktober 2000   |
| 7                    | 7                  | Er hangt iets in de lucht            | Something's in the Air | 30 oktober 2000   |
| 8                    | 8                  | Iggy het zwarte monster              | The Duckhurst Monster  | 6 november 2000   |
| 9                    | 9                  | Hittegolf                            | Heat Wave              | 13 november 2000  |
| 10                   | 10                 | Papegaai te koop                     | Parrot for Sale        | 20 november 2000  |
| 11                   | 11                 | De geit is los                       | Catch the Goat         | 27 november 2000  |
| 12                   | 12                 | Violet is zoek                       | Violet Has an Accident | 4 december 2000   |
| 13                   | 13                 | Mitch de held                        | Mitch the Hero         | 11 december 2000  |

### Seizoen 2
| Aflevering (seizoen) | Aflevering (serie) | Nederlandse titel | Originele titel | Uitzenddatum |
| -------------------- | ------------------ | ----------------- | --------------- | ------------ |
| 1                    | 14                 | De katteninbreker | The Cat Burglar | 18 mei 2001  |

### Seizoen 3
| Aflevering (seizoen) | Aflevering (serie) | Nederlandse titel       | Originele titel             | Uitzenddatum      |
| -------------------- | ------------------ | ----------------------- | --------------------------- | ----------------- |
| 1                    | 15                 | Slangen en ladders      | Snakes and Ladders          | 30 september 2001 |
| 2                    | 16                 | Tom de babysitter       | Fetch the Babysitter        | 7 oktober 2001    |
| 3                    | 17                 | Violet neemt het over   | Violet Takes Over           | 21 oktober 2001   |
| 4                    | 18                 | Columbus' reizen        | Columbus' Travels           | 28 oktober 2001   |
| 5                    | 19                 | Lionels nieuwe vriend   | Lionel's New Friend         | 4 november 2001   |
| 6                    | 20                 | Iggy gaat trainen       | Iggy Gets Fit               | 11 november 2001  |
| 7                    | 21                 | Op de televisie         | Fetch on TV                 | 18 november 2001  |
| 8                    | 22                 | Niks tegen Tom zeggen   | Don't Tell Fetch            | 25 november 2001  |
| 9                    | 23                 | Alarm voor Kara         | Emergency for Kara          | 2 december 2001   |
| 10                   | 24                 | Sneeuwstorm             | Blizzard                    | 9 december 2001   |
| 11                   | 25                 | Een verrassing voor Tom | Surprise the Vet            | 16 december 2001  |
| 12                   | 26                 | Vrolijk Kerstfeest Iggy | Happy Christmas, Duckhurst! | 23 december 2001  |